# Theodor Svensen Reimestad
Theodor Svensen Reimestad   (Hå, 28 d'abril de 1858 - Hennepin, 20 de febrer de 1920) fou un compositor i cantant noruec.
Estudià a Copenhaguen i Berlín i després es traslladà als Estats Units, on es dedicà principalment a l'ensenyament. Va prendre part en nombrosos concerts, i va publicar: Kampmelodier, cants populars (1888); Sangbogen, cants religiosos, entre els quals n'hi ha 67 de composició pròpia (1897), i Reimestad Album, cants amb acompanyament de piano. A més, és autor, d'un gran nombre de poesies publicades en les revistes escandinaves.